# قلب الأسد (فلم)
قلب الأسد فيلم أكشن مصري من إنتاج عام 2013. بطولة محمد رمضان وحسن حسني وحورية فرغلي وسيد رجب وعايدة رياض، تأليف حسام موسى وإخراج كريم السبكي. وهو فيلم للكبار فقط لما يحتويه من مشاهد عنف
تاريخ عرض الفيلم يوافق عشية عيد الفطر لسنة 1434 هـ.

## القصة
يناقش الفيلم عالم الجريمة بعيدا عن الصراعات التقليدية حيث تدور الأحداث حول طفل يتعرض للاختطاف، ويترعرع في الكواليس الخلفية للسيرك حيث يعيش وسط الأسود والنمور الأمر الذي يؤدى إلى تكوين شخصية صلبة من الخارج ينيرها الخير من الداخل، إلا أن نشأته دائما ما ترغمه على الظهور للمجتمع بشكل مختلف حتى يتسنى له العيش والبقاء.

## بطولة
- محمد رمضان: (فارس)
- حسن حسني: (سليم الوزان)
- حورية فرغلي: (نانا)
- سيد رجب: (زينهم)
- عايدة رياض: (زينات)
- عمر مصطفى متولي: (عصام)
- ريهام أيمن: (رقية)
- محسن منصور: (نعيم)
- عفاف رشاد: (صفية)
- ماهر عصام: (سيد)
- صبري فواز: (العقيد تهامي)
- حمدي هيكل: (وفيق )
- صبري عبد المنعم: (عبد الله - والد فارس)
- أحمد عصام

## فريق العمل
- إخراج: كريم السبكي
- تأليف : حسام موسى
- إنتاج: السبكي فيلم (أحمد السبكي)
- توزيع: السبكي فيلم
- مونتاج: عمرو عاصم
- مدير التصوير: محمد عزمي

## وصلات خارجية
- مقالات تستعمل روابط فنية بلا صلة مع ويكي بيانات
- صفحة الفيلم في قاعدة بيانات الأفلام العربية